# Gitan
„Gitan” – drugi singiel z debiutanckiej płyty Garou, Seul.
Słowa piosenki napisał Luc Plamondon, muzykę skomponował Romano Mussumara. „Gitan” największym przebojem stał się w Polsce.